# Minguito Tinguitela Papá
Minguito Tinguitela Papá  es una película de Argentina filmada en Eastmancolor dirigida por Enrique Dawi según su propio guion escrito que se estrenó el 27 de junio de 1974 y que tuvo como actores principales a Juan Carlos Altavista,  Javier Portales, María Cristina Laurenz y Julio De Grazia.
Minguito vive en una pensión junto a tres amigos. Allí también vive Elena, una vecina de pieza. Elena es hippie, hace esculturas, está embarazada y va a ser madre soltera. Ella recibe una beca para ir a estudiar a Europa y Minguito se ofrece a cuidar al nene y a partir de ahí toma el lugar de padre.

## Reparto
- Juan Carlos Altavista …Minguito Tinguitela
- Javier Portales ... Gaspar
- María Cristina Laurenz ... Elena
- Julio De Grazia ... Rabanito
- Vicente La Russa ... Lechuga
- Marcelo José ... Angelito
- Nya Quesada .. Doña Juana
- Emilio Vidal
- Max Berliner ... Don Luis
- María Estela Lorca ... Patricia
- Alicia Rojas
- Raúl Ricutti ... Inspector J.J. Morales
- Rubén Tobías
- Gloria Raines ... Asistente social
- Licia Solari
- Alfredo Duarte
- Aurora del Mar
- Estela Vidal

## Comentarios
La Nación opinó:

”Simpática variante…del reo de barrio tradicional, Minguito,,,conquistó a través de la TV indudable popularidad.”

Clarín dijo:

”…chaplinismos porteños….”

Manrupe y Portela escriben:

”Sentimentalismo remanido en torno al personaje arquetípico de Altavista.”